# Torre de' Passeri
Torre de' Passeri es un municipio situado en el territorio de la Provincia de Pescara, en Abruzos (Italia).

## Demografía
| Gráfica de evolución demográfica de Torre de' Passeri entre 1861 y 2001 |
|                                                                         |
| Fuente ISTAT - elaboración gráfica de Wikipedia                         |

- Datos: Q51407
- Multimedia: Torre de' Passeri / Q51407

1. ↑  Worldpostalcodes.org, código postal n.º 65029.
2. ↑  «Codici Catastali». Comuni-italiani.it (en italiano). Consultado el 29 de abril de 2017.